# Gąsiorowo (powiat olsztyński)
Gąsiorowo – wieś w Polsce położona w województwie warmińsko-mazurskim, w powiecie olsztyńskim, w gminie Purda. W latach 1975–1998 miejscowość należała administracyjnie do województwa olsztyńskiego.
We wsi istnieje Galeria Rzeźby Sakralnej, stworzona przez nieżyjącego już tutejszego rzeźbiarza, ks. Jana Suwałę. Ks. Jan Suwała związany był w pracy duszpasterskiej z parafiami w gminie Barczewo i Purda, galerię stworzył jako podziękowanie za uratowanie życia po przeszczepie nerki. Na powierzchni około 150 m² nad Jeziorem Gąsiorowskim eksponowane są drewniane rzeźby, ilustrujące kilkanaście scen z Biblii.